# 西湖文化广场
西湖文化广场位于杭州市市中心，2009年7月28日正式落成。它集科普文化、演艺会展、娱乐休闲、商务会馆于一体。

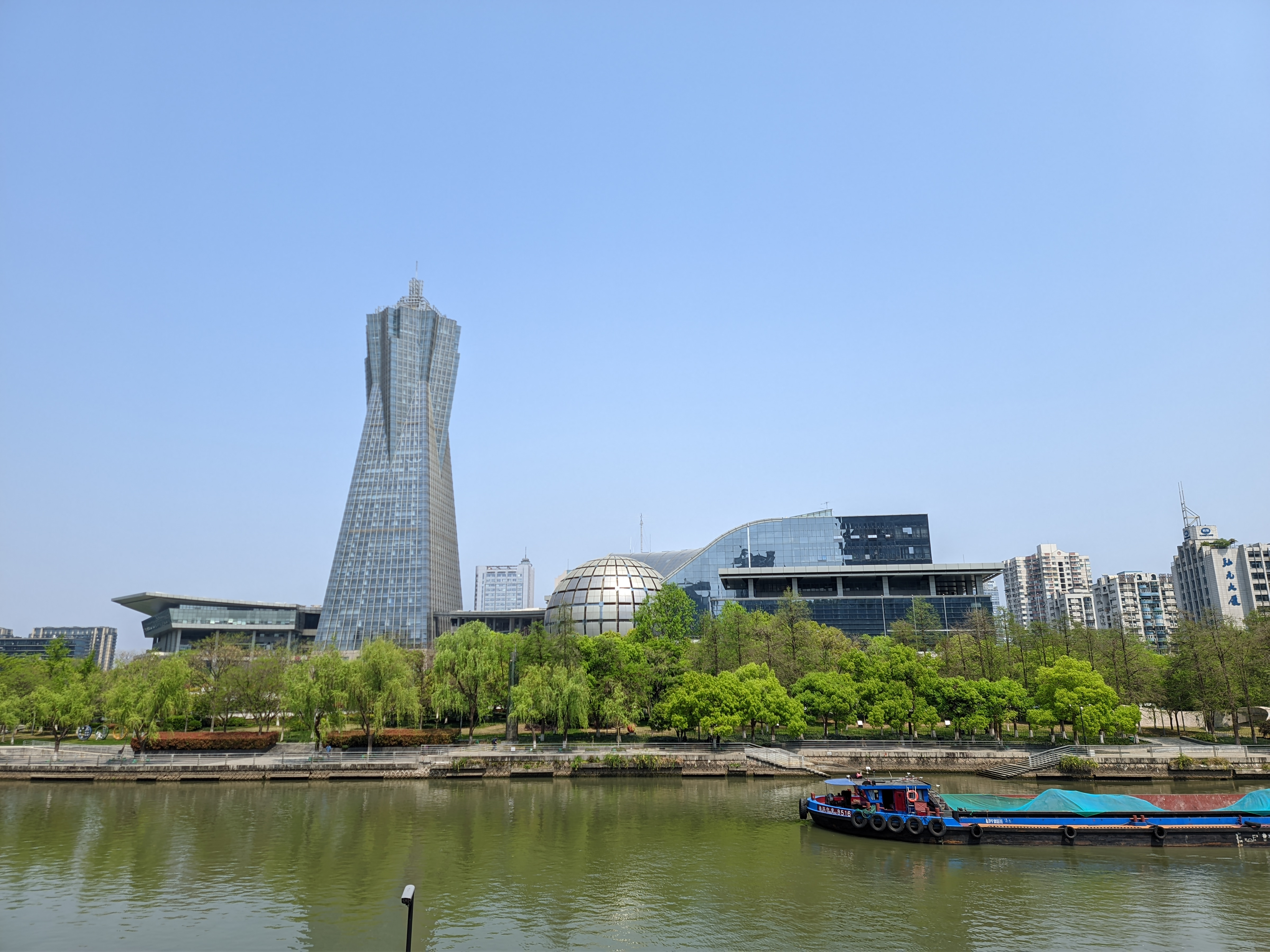
從運河南遠望西湖文化廣場

## 简介
2002年2月开工，2009年7月建成，工程建设总投资约22亿元。
广场占地200亩，总建筑面积36万余平方米。位于拱墅区（原下城区）环城北路47号，武林广场运河北侧，与杭州大厦、武林广场和延安路相距不远。

## 建筑设施
广场建筑群分A、B、C、D、E五大区块，A区浙江省科技馆，B区浙江自然博物馆，C区浙江文化艺术中心（包括浙江新远国际影城），D区环球商务大楼（41层170米高，市核心区最高大楼，地标建筑）及裙房，E区有浙江省博物馆分馆（已于2023年5月4日关闭）、浙江革命历史纪念馆分馆、西泠印社、浙江画院等。位于F区地下一层的博库书城已于2024年9月20日结业。

## 交通

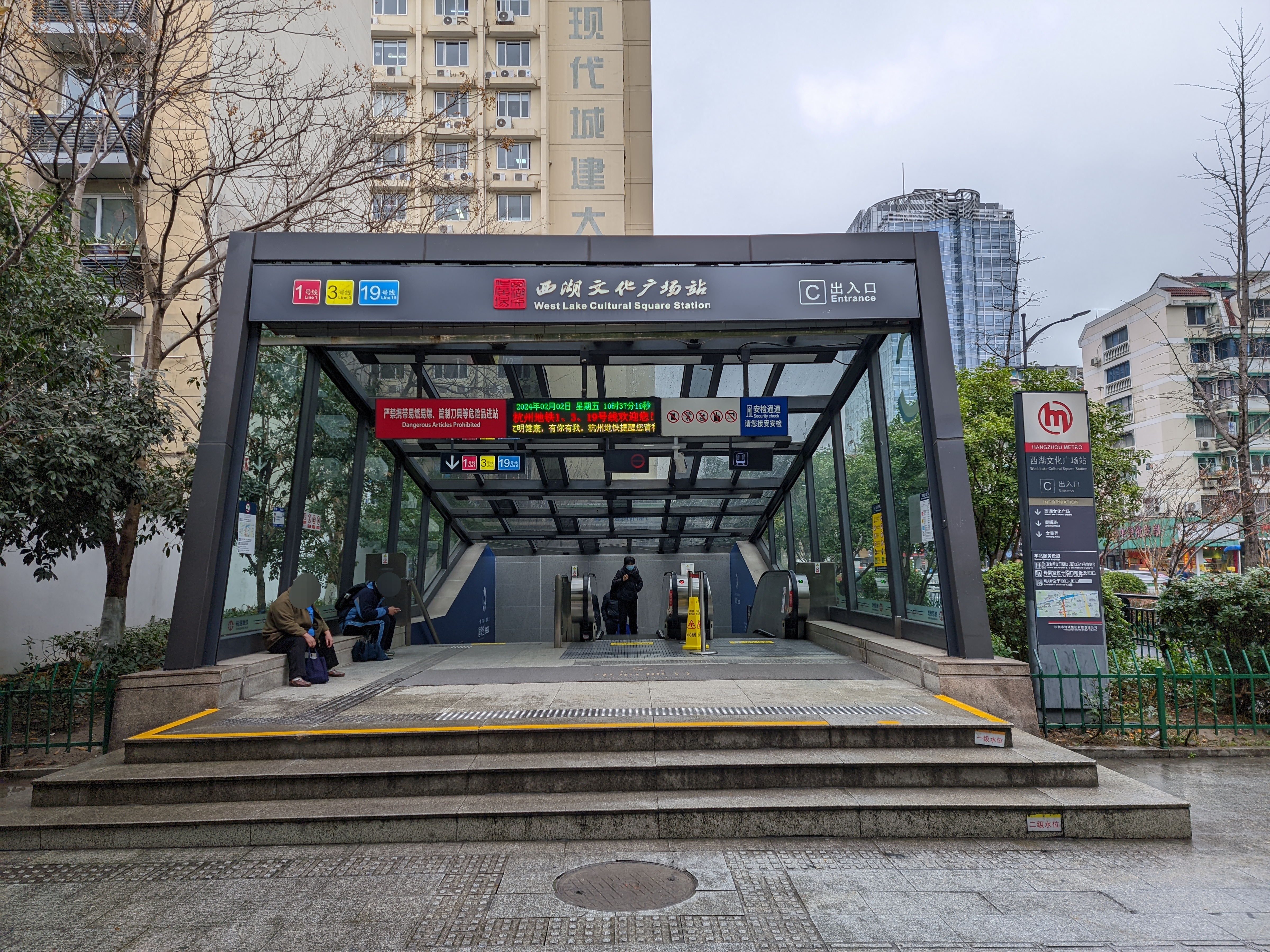
西湖文化广场站C出口

杭州地铁1号线、3号线和19号线在该地设有西湖文化广场站，离广场最近的是C出口。

## 图片
- 环球中心大楼
- 武林门运河码头（旧址）
- 运河船只